# Schkopau
Schkopau er en kommune i Saalekreis i den tyske delstat Sachsen-Anhalt. Byen Schkopau ligger cirka 6 km nord for Merseburg og 11 km syd for Halle. Floderne Saale og Weisse Elster løber gennem kommunen.
Til kommunen hører landsbyerne
Bündorf, Burgliebenau, Döllnitz, Dörstewitz, Ermlitz, Hohenweiden, Knapendorf, Kollenbey, Korbetha, Lochau, Löpitz, Lössen, Neukirchen, Oberthau, Pritschöna, Raßnitz, Rattmannsdorf, Rockendorf, Röglitz, Röpzig, Rübsen, Schkopau, Tragarth, Wesenitz og Weßmar.

## Udvidelse
1. august 2004 blev Schkopau udvidet med Döllnitz, Hohenweiden og Lochau . 1. januar 2005 komm også kommunerne Knapendorf Luppenau ind i Kommunen.
Dermed ophørte Verwaltungsgemeinschaft Saale-Elster-Aue .